# باول لي كلير
باول لي كلير (بالإنجليزية: Paul Le Claire)‏ هو موسيقي وسياسي بريطاني، ولد في 1963 في جيرزي. حزبياً، نشط في تحالف جرزي الديمقراطي ‏. وقد انتخب مجلس الشيوخ وانتخب Deputy ‏.